# Le Moyne College
Il Le Moyne College è un'università privata di indirizzo cattolico con sede a Syracuse, nello stato americano di New York.
Il college fu fondato nel 1946 dai gesuiti e fu intitolato a Simon Le Moyne, missionario della Compagnia tra gli uroni e gli irochesi.